# Maciej Kazimierz Sarbiewski
Maciej Kazimierz Sarbiewski SJ (24. února 1595, Sarbiewo – 2. dubna 1640, Varšava) byl polský barokní básník píšící v latině a člen jezuitského řádu.

## Biografie
Pocházel se šlechtické rodiny, jeho otec byl mazovský vojvoda. Budoucí básník studoval na jezuitské střední škole ve městě Pułtusk a následně na univerzitě ve Vilniusu, na které později také sám vyučoval. Stal se jezuitou a získa titul doktor teologie. V roce 1622 odcestoval do Říma, kde pokračoval ve studiu na jezuitském kolegiu. Polský král Vladislav IV. jej korunoval za jeho literární dílo vavřínovým věncem.
Většinu jeho tvorby tvoří latinské básně, napsal ale také traktát o literární teorii a dílo o římském náboženství. Jeho díla byla vícekrát vydána a známa v mnoha zemích Evropy. Jejich ilustrátorem se stal Peter Paul Rubens.

## Dílo
- De perfecta poesi sive Vergilius et Homerus
- Lyricorum libri IV et Lyricorum libri tres